# ابوالقاسم انطاکی
ابوالقاسم علی بن احمد اَنطاکی ملقب به المجتبیٰ (؟ - ۹۸۶م) ریاضی‌دان و نویسنده شامی در سدهٔ چهارم هجری/دهم میلادی بود. در علم حساب تفسیر الأرثماطیقی، استخراج التراجم، تفسیر أقلیدس، و کتاب فی المکعبات از آثار اوست.